# Cinema Teatro Lux
Il Cinema Teatro Lux è un complesso polivalente situato a Pisa.
La sede del Cinema Teatro Lux è ricavata dalla cappella del Santissimo Salvatore, edificata agli inizi del Trecento, accanto alla duecentesca Chiesa di Santa Caterina d'Alessandria, per ospitare la Compagnia della Croce. Tra il Cinquecento e il Seicento la confraternita, acquisita la denominazione di Compagnia del Crocione, ampliò l'edificio fino alle dimensioni attuali.
Nel 1782 la confraternita fu soppressa, al pari di tutte le confraternite e corporazioni di arti e mestieri, per decreto del granduca Pietro Leopoldo di Lorena, e la struttura passò sotto la giurisdizione delle autorità civili e successivamente sotto quella del Comune di Pisa.
Dopo essere stata utilizzata come deposito per la biancheria della luminaria allestita per la ricorrenza di San Ranieri, nel 1928 la cappella tornò in proprietà dell'adiacente Seminario, e quindi trasformata in  teatro: qui svolse la sua attività la compagnia parrocchiale diretta da Domenico Sartori. Devastato dai fascisti nel 1931, il teatro venne adibito a palestra per le lezioni di educazione fisica della scuola di Santa Caterina.
Nel 1946 riprese l'attività come sala cinematografica con la denominazione di Cinema Lux e la sua attività è continuata fino al 1985. L'attuale redazione è dovuta al restauro realizzato nel 2000-2001.
La Compagnia del TeatroLux nasce come strumento stabile produttivo del Cinema Teatro Lux di Pisa, recentemente recuperato a una rinnovata vita di luogo di spettacolo, cultura e sperimentazione didattica. Essa aderisce a TIR, Teatri in Rete Tematica per un Centro di Formazione e Servizi per lo Spettacolo (2001-2003).
Il progetto triennale della Compagnia del TeatroLux è Drammaturgia d'autore: teatro e letteratura in Toscana. Esso prevede la messa in scena di testi teatrali e di elaborazioni drammaturgiche di secondo grado, ovvero tratte da testi letterari, di autori toscani del Novecento o di autori che in Toscana abbiano vissuto o da essa abbiano tratto ispirazione.
Il Cinema Teatro Lux si caratterizza, rispetto agli spazi teatrali tradizionali, come luogo di scena,  luogo di metamorfosi, dove si entra in un ambiente che cambia a seconda dello spettacolo o dell'evento.
L'atrio, aperto sulla piazza Santa Caterina, è inoltre riservato all'informazione e al ritrovo. È un luogo d'incontro dove è  possibile fare esperienza della produzione artistica in tutte le sue espressioni e linguaggi; produzione artistica intesa come produzione di esperienza, come trasmissione di saperi e comunicazione fra le diverse generazioni.